# Trimaran

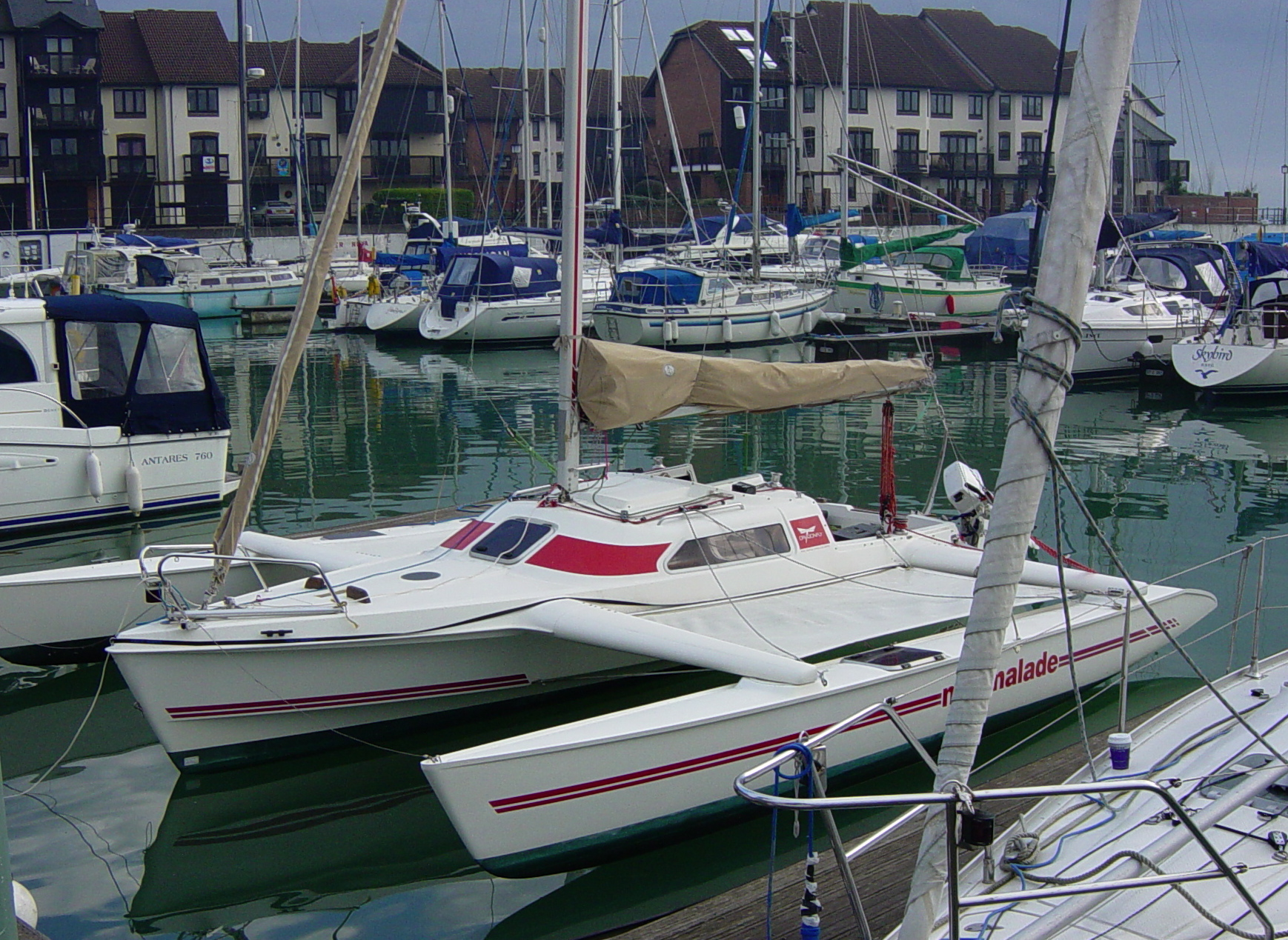
Een Trimaran

Een trimaran is een meerromps schip bestaande uit drie parallelle rompdelen, die boven de waterlijn verbonden zijn. Door deze constructie is het vaartuig zeer stabiel, terwijl het in het water een lage weerstand heeft en een geringe diepgang, voornamelijk als gevolg van het ontbreken van een kiel.
Trimarans werden bijna vierduizend jaar geleden voor het eerst gebouwd door Polynesiërs. Ze bestonden uit een smalle romp (vaka) en twee drijvers (ama). De verbinding tussen de delen werd aka genoemd; een term die ook bij moderne trimarans nog wordt gebruikt.
Net als de catamaran is de trimaran populair als zeilschip. Met de trimaran B&Q/Castorama vestigde de Britse zeilster Ellen McArthur een nieuw wereldrecord non-stop solozeilen. Toen ze op 7 februari 2005 nabij het Franse Ushant eiland finishte, was ze in 71 dagen rond de wereld gezeild.
De Britse Royal Navy voert sinds 1999 proeven uit met de trimaran RV Triton en overweegt de bouw van trimaran-fregatten.
Ook in de civiele scheepvaart worden de laatste tijd trimarans ingezet, met name voor snelle veerdiensten. Een voorbeeld hiervan is de snelle veerboot Benchijingua Express van de Spaanse rederij Fred Olsen, die sinds 2005 regelmatige verbindingen verzorgt tussen de Canarische Eilanden. Een nadeel van commerciële trimarans is dat ze meer plaats innemen dan traditionele ferries en daardoor speciale havendokken nodig hebben. De nuttige payload oppervlakte is ook lager dan bij traditinele ferries. Ze worden daarom slechts in specifieke contexten ingezet.